# Jack Cummings
Jack Cummings (New Brunswick, Canadá, 16 de fevereiro de 1900 — Los Angeles, Califórnia, EUA, 28 de abril de 1989) foi diretor e produtor cinematográfico norte-americano de origem canadense. Era sobrinho de Louis B. Mayer e foi casado com Betty Kern, filha de Jerome Kern.
Começou sua carreira nos estúdios da Metro-Goldwyn-Mayer dirigindo curtas-metragens, entre eles os primeiros curtas metragens dos Três Patetas. Foi promovido a produtor, produziu comédias e preferencialmente musicais. Embora como produtor de musicais ele não tenha se tornado célebre como Arthur Freed, que trabalhava no mesmo estúdio, também produziu alguns sucessos, como Melodias da Broadway de 1938 (1937), A Filha de Netuno (1949),  Dá-me um Beijo (1953), Sete Noivas para Sete Irmãos (1954), entre outros filmes.[carece de fontes?]
No 27.ª Academy Awards, realizado em março de 1955, foi indicado para Melhor Filme (Seven Brides for Seven Brothers), mas perdeu para Sam Spiegel com On the Waterfront.